# Trapezocephalus cassinicola
Espèce
Synonymes
- Heliophanus cassinicola Simon, 1909
- Trapezocephalus aelurilliformis Berland & Millot, 1941
- Heliophanus milloti Denis, 1955

Trapezocephalus cassinicola est une espèce d'araignées aranéomorphes de la famille des Salticidae.

## Distribution
Cette espèce se rencontre en Afrique de l'Ouest, en Afrique centrale, au Mozambique, en Afrique de l'Est et au Yémen.

## Description
Le mâle holotype mesure 4 mm.
La carapace des mâles mesure de 2,7 à 2,9 mm et l'abdomen de 2,2 à 2,9 mm et la carapace des femelles de 2,2 à 3,0 mm et l'abdomen de 2,9 à 3,7 mm.

## Systématique et taxinomie
Cette espèce a été décrite sous le protonyme Heliophanus cassinicola par Simon en 1909. Elle est placée dans le genre Trapezocephalus par Wesołowska en 2024.
Trapezocephalus aelurilliformis et Heliophanus milloti ont été placées en synonymie par Wesołowska en 1986.

## Étymologie
Son nom d'espèce lui a été donné en référence au lieu de sa découverte, le rio Cassine.

## Publication originale
- Simon, 1909 : « Arachnides recueillis par L. Fea sur la côte occidentale d'Afrique. 2e partie. » Annali del Museo Civico di Storia Naturale di Genova, vol. 44, p. 335-449 (texte intégral).